# Vonkleinsmidoides
Vonkleinsmidoides es un género de foraminífero bentónico de la Subfamilia Eponidinae, de la Familia Eponididae, de la Superfamilia Discorboidea, del Suborden Rotaliina y del Orden Rotaliida. Su especie-tipo es Vonkleinsmidoides unica. Su rango cronoestratigráfico abarca el Holoceno.

## Clasificación
Vonkleinsmidoides incluye a la siguiente especie:
- Vonkleinsmidoides unica